# Gaspare Sommaripa
Gaspare Sommaripa, mort en 1402, est seigneur de Paros du « droit de son épouse ».

## Mariage et issue
Il épouse en 1390 Maria Sanudo, dame de Paros (morte en 1426), et eut Crusino Ier Sommaripa, Seigneur de Paros, et Fiorenza Sommaripa, épouse de Giacomo Ier Crispo, onzième duc de l'Archipel.